# Infecto de afecto
Infecto de Afecto es el tercer y último álbum de la banda de rock venezolana Sentimiento Muerto antes de su separación. Fue producido por Mariano Lopez. En este disco se presenta una nueva formación de la banda tras la salida de Wincho Schaffer, quien fue sustituido por Héctor Castillo en el bajo, al igual que la salida de José "Pingüino" Echezuria, quedando el grupo como un cuarteto.

## Lista de canciones
1. Eva (Letra: Carlos Eduardo "Cayayo" Troconis †/ Música: Troconis) 3:24
2. Infecto de afecto (Letra: Alberto Cabello/ Pablo Dagnino/ Música: Dagnino) 3:44
3. La estampida  (Letra: Cabello/ Música: Troconis) 3:14
4. Tropiezos  (Letra: Cabello/ Música: Troconis) 3:36
5. Piso duro (Letra: Troconis/ Helena Ibarra/ Dagnino/ Música: Troconis) 2:45
6. Al nido  (Letra: Ibarra/ Música: Dagnino) 3:18
7. Estírame el tiempo (Letra: Cabello/ Ibarra/ Música: Dagnino) 3:31
8. El péndulo (Letra y Música: Dagnino) 4:01
9. A la hora justa  (Letra: Dagnino/ Música: Troconis) 3:37
10. Circo cruel  (Letra y música: Troconis) 3:25
11. Fin del cuento  (Letra y música: Troconis) 4:16

## Créditos
- Pablo Dagnino: Voz principal, coros y teclado
- Carlos Eduardo "Cayayo" Troconis: Coros y guitarra
- Héctor Castillo: Bajo
- Sebastián Araujo: Batería

- Datos: Q97125293